# Moernach
Moernach là một xã ở tỉnh Haut-Rhin trong vùng Grand Est ở đông bắc Pháp. Xã này có diện tích 6,79 km², dân số năm 1999 là 551 người. Khu vực này có độ cao mét trên mực nước biển.